# Баранов, Егор Геннадьевич
Его́р Генна́дьевич Бара́нов (род. 3 декабря 1988, Свердловск, СССР) — российский актёр, кинорежиссёр
, сценарист, продюсер и оператор. Обладатель премии «Золотой орёл» (2019) в категории «Лучший телефильм или мини-сериал».

## Биография
Родился 3 декабря 1988 года в Екатеринбурге. В 2006 году поступил во Всероссийский государственный институт кинематографии на режиссёрский факультет, обучался в мастерской С. А. Соловьёва и В. Д. Рубинчика. В 2011 году окончил вуз с красным дипломом.
В 2012 году вышел режиссёрский дебют Баранова, «Самоубийцы», с Евгением Стычкиным, Алексеем Воробьёвым и Оксаной Акиньшиной.
В 2012 году Егор Баранов, выпустивший на тот момент эксцентрическую комедию «Соловей-разбойник» с Иваном Охлобыстиным в главной роли, получил за свою ленту приз зрительских симпатий в рамках Выборгского кинофестиваля.
Триллер «Саранча», снятый режиссёром, вышел на российские экраны в 2015 году. В главных ролях задействованы Паулина Андреева и Пётр Фёдоров.
В 2015 году вышел телесериал от продюсеров Александра Цекало и Александра Котта «Фарца», созданный Егором Барановым, а также снятый им же «японский православный вестерн» с участием Ивана Охлобыстина «Иерей-Сан».
В 2016 году режиссёр снял психологический телесериал «Sпарта» с Артёмом Ткаченко и Александром Петровым, а в 2017 году состоялась премьера его мистического фильма «Гоголь. Начало» с Александром Петровым в главной роли, первый из киносериала «Гоголь».
В 2019—2020 годах вышла картина Баранова «Аванпост» в виде фильма, а позже сериальной версии на телеканале «ТВ-3», повествующая о будущем, где в результате неустановленного катаклизма жизнь осталась только в западной части России и некоторых странах СНГ. Главные роли в фильме исполнили Пётр Фёдоров и Алексей Чадов.
20 мая 2021 года писатель Д. А. Глуховский на своей странице в социальной сети Инстаграм сообщил, что занимается написание сценария предстоящего фильма «Метро 2033», выход которого на экраны назначен на январь 2024 года, а режиссёром выступит Баранов.
В марте 2022 года уехал в США.

## Режиссёрская фильмография

### Короткометражки, полнометражные фильмы и телесериалы
- Зёрна (короткометражка) (2007)
- «Самоубийцы» (2012, также сценарист и продюсер)
- «Соловей-разбойник» (2012)
- «Саранча» (2013)
- «Иерей-Сан» (2015)
- «Фарца» (2015)
- «Гоголь. Начало» (2017)
- «Гоголь. Вий» (2018)
- «Гоголь. Страшная месть» (2018)
- «Sпарта» (2018)
- «Ёлки последние» (2018)
- «Аванпост» (2019)
- «Гоголь» (2019)
- «Аванпост» (2020)
- «Возрождённые» / Resurrected (2023)[7]

### Документальные фильмы
- 2007 — «Смотри, как умирают дети» — документальный фильм. Продолжительность 10 минут. Режиссёр и оператор — Егор Баранов.
- 2007 — «Жить осталось ровно половину» — документальный биографический фильм. Продолжительность 8 минут. Режиссёр и оператор — Егор Баранов.

## Клипы
- 2007 — «Где вы, парни?» — клип на одноимённую песню группы «Чайф». Режиссёр и оператор — Егор Баранов.
- 2007 — «Сука» — клип на одноимённую песню Сергея Шнурова. Режиссёр и оператор — Егор Баранов.

## Награды и номинации
- 2019 — Премия «Золотой орёл» в номинации лучший телефильм или мини-сериал (телесериал «Sпарта»).